# One People's Project
One Peoples Project (OPP) és una organització fundada el 2000 per supervisar i publicar informació sobre presumptes grups i individus racistes i d'extrema dreta, principalment als Estats Units. El grup té uns quinze voluntaris a més dels seus membres més destacats, Daryle Lamont Jenkins, el seu fundador, i Joshua Hoyt, que es van unir al grup el 2002. Ha estat anomenada “l'organització antifeixista més famosa” als Estats Units. I el seu lema és "L'odi té conseqüències".
L'OPP es va originar a partir d'una protesta del 4 de juliol del 2000 contra una manifestació del Nationalist Movement a Morristown, Nova Jersey, que es va titular com a Independence from Affirmative-Action Day (Dia de la Independència d'Acció d'Afirmació). I la contra-manifestació es va anomenar One People's Rally (Manifestació d'Un sol poble). Tres-cents manifestants antiracistes es van enfrontar als partidaros del nationalist Movement. En aquell moment, Jenkins era membre del grup fundat a New Jersey Freedom Organization (NJFO) de Nova Brunswick. Originalment anomenat One People Coalition, amb Jenkins com a portaveu, el grup va investigar i publicar informació sobre la cerimònia de lliurament dels premis del Nationalist Movement a la sala de veterans de Manville. Això va provocar la cancel·lació de l'esdeveniment.
Durant el següent any, es reanomenaren One People Project i varen ampliar el seu enfocament, per publicar informació al seu lloc web sobre ultres conservadors nord-americans, a més dels de l'extrema dreta. El novembre de 2001, l'OPP va començar a centrar-se molt en grups supremacistes blancs que intentaven aprofitar els atacs de l'11 de setembre del 2001. El grup més destacat dels quals va ser National Alliance amb seu a Hillsboro, Virgínia Occidental.
L'OPP ha publicat números de telèfon, direccions físiques de llars i adreces de llocs de treball d'individus que han identificat com d'extrema dreta i/o racistes. Si bé aquesta pràctica ha convidat a crítiques dels qui diuen que pot incitar a altres a la violència, el grup ha defensat aquesta pràctica utilitzada també pels grups antiavortistes per intimidar proveïdors de serveis d'avortament.
El 28 de juliol de 2007, quan es va organitzar una manifestació per donar suport a un pla de l'alcalde de Morristown, Nova Jersey, per delegar els oficials de la llei per fer complir les lleis d'immigració mitjançant la Llei d'immigració i nacionalitat, l'OPP va publicar un avís al seu lloc web on es definia l'esdeveniment com una "manifestació antiimmigració", tot i que l'organitzador la va descriure com una manifestació contra la immigració il·legal. Després de la manifestació, el lloc web de l'OPP va incloure la següent declaració: "No crec que ningú perdi el son envers les persones que canten durant la salutació de la bandera contra els immigrants, nazis posant-se una mà al cor o Robb Pearson & Co. proferint crits racistes tot el temps". Segons el lloc web de l'OPP, tots els càrrecs van ser abandonats quan un d'aquests partidaris també va ser acusat pel seu paper en la lluita i es va arribar a un acord.
El 2011, l'escriptor David Yeagley va presentar una demanda contra Jenkins i OPP per participar en accions que suposadament van esdevenir en la cancel·lació d'una conferència de l'organització American Renaissance el 2010, on se suposa que havia de parlar. Segons la demanda de Yeagley, OPP i altres persones van contactar amb hotels que podien acollir la conferència, i en cas que es produís "amenaçaren amb assassinats, violència i altres formes d'atacar". Els hotels mai no han confirmat que això passés i no s'ha presentat cap càrrec, però Yeagley, que va morir el març del 2014, va rebre 50.000 dòlars en una sentència per defecte que Jenkins va dir que no es podia executar fins que el cas s'arxivés a Pennsilvània.
L'OPP ha exercit un paper important en la reforma de diversos neonazis, sobretot Bryon Widner, un membre del Vinlanders Social Club va deixar les seves creences amb l'ajuda de Jenkins i, amb una ajuda més del Southern Poverty Law Center, va poder obtenir una quantitat gran de diners per retirar-se tatuatges de la cara i de les mans. Aquest va ser el tema del documental de MSNBC Erasing Hate, que es convertí en una pel·lícula de llargmetratge titulada Skin protagonitzada per Jamie Bell, en el paper de Widner i Mike Colter interpretant Jenkins. Danielle Macdonald i Vera Farmiga també participaren. L'OPP també s'ha presentat en altres programes de televisió, com The Montel Williams Show, A Current Affair, Rachel Maddow Show i a AM Joy amb Joy Reid. També han aparegut en diversos articles periodístics i també s'han esmentat al llibre de Gwen Ifill, The Breakthrough.
El 2015, One People Project va presentar Idavox.com, que serveix de mitjà informatiu de l'organització.